# Prćenova
Prćenova (Servisch cyrillisch Прћенова) is een plaats in de Servische gemeente Novi Pazar. De plaats telt 159 inwoners (2002).